# Guerra del tiempo (libro de cuentos)
Guerra del Tiempo, en algunas ediciones "Guerra del tiempo. Tres relatos y una novela" o "Guerra del tiempo y otros relatos", es un libro del escritor y musicólogo cubano Alejo Carpentier, publicado por primera vez en 1958. Está integrado por tres cuentos: "Viaje a la semilla", "Semejante a la noche" y "El camino de Santiago", y en otras ediciones acompañados de la novela corta El Acoso, o de los cuentos "Los fugitivos" y "Los advertidos".  Su característica principal y centro de conexión de los relatos es el juego constante con el tiempo que el autor nos presenta. 

## Viaje a la semilla
Cuenta la vida de un marqués desde su muerte hasta el momento en que entra en el claustro materno de su madre.

### Sinopsis
Un negro anciano espera a que un grupo de trabajadores se retire de una casona abandonada que tiene la misión de derrumbar. Una vez que cae la noche, y habiéndose retirado los obreros, el anciano realiza un conjuro con "gestos extraños" que provoca que la casa vuelva a reconstruirse. 

"Los cuadrados de mármol, blancos y negros volaron a los pisos, vistiendo la tierra. Las piedras con saltos certeros, fueron a cerrar los boquetes de las murallas. Hojas de nogal claveteadas se encajaron en sus marcos, mientras los tornillos de las charnelas volvían a hundirse en sus hoyos, con rápida rotación. En los canteros muertos, levantadas por el esfuerzo de las flores, las tejas juntaron sus fragmentos, alzando un sonoro torbellino de barro, para caer en lluvia sobre la armadura del techo. La casa creció, traída nuevamente a sus proporciones habituales, pudorosa y vestida. La Ceres fue menos gris. Hubo más peces en la fuente. Y el murmullo del agua llamó begonias olvidadas...." Viaje a la semilla, Alejo Carpentier

La casona no solo se reconstruye totalmente y llega a su esplendor arquitectónico, sino que se llena de personas que asisten a un hombre moribundo llamado Don Marcial. Luego de que el médico diagnostica que ya no hay nada que hacer el enfermo recupera su salud y  se confiesa a un padre carmelita, y realiza una serie de desesperadas acciones de negocios que terminan con la decisión de una futura subasta de la casona. Luego pasa una época de luto, y terminada esta reaparece la marquesa proveniente del río Almendares, donde antes se había ahogado. Posteriormente se reanima la casona con familiares, mientras ambos marqueses poco a poco se rejuvenecen con el paso de los años y se desean con mayor fogosidad. Se trasladan a un Ingenio azucarero donde ambos asisten a su matrimonio. Luego se separan y Marcial cumple la minoría de edad. Ingresa en el Real Seminario de San Carlos. Poco a poco Marcial fue perdiendo tamaño y llegó a la niñez. Asiste a la muerte de su padre que pronto recobra la salud. La autoridad de su padre se impuso sobre él, la cual creía superior a la de Dios. Luego conoce a un niño esclavo llamado Melchor con el que juega todos los días, hasta que pierde el interés por él y lo ganan los perros adquiriendo además el "hábito de romper cosas". Marcial llega a ponerse incluso más chiquito y pierde las facultades de caminar y de hablar, pasando por un período de constante hambre y sed. Se encoge más y pierde la vista, introduciéndose en el claustro materno. Ocurrido esto una gran tormenta destruye toda la casona, terminando el trabajo de los obreros. 

"Cuando los obreros vinieron con el día para proseguir la demolición, encontraron el trabajo acabado. Alguien se había llevado la estatua de Seres, vendida la víspera a un anticuario. Después de quejarse al Sindicato, los hombres fueron a sentarse en los bancos de un parque municipal. Uno recordó entonces la historia, muy difuminada, de una Marquesa de Capellanías, ahogada, en tarde de mayo, entre las malangas del Almendares. Pero nadie prestaba atención al relato, porque el sol viajaba de oriente a occidente, y las horas que crecen a la derecha de los relojes deben alargarse por la pereza, ya que son las que más seguramente llevan a la muerte...." Viaje a la semilla, Alejo Carpentier

## Semejante a la noche
Existe mucha ambigüedad con respecto al personaje o personajes centrales del cuento, pudiéndose interpretar desde uno solo en dos épocas hasta cuatro diferentes, uno en cada capítulo, lo que manifiesta que son las etapas de la historia las verdaderas protagonistas, provocando en los seres humanos los mismos sentimientos a pesar de vivir contextos diferentes.
Jóvenes sienten las mismas expectativas, esperanzas románticas y deseos de aventuras y glorias tanto en la época de la guerra de Troya como de la Conquista de América. Prontos a zarpar, en ambos tiempos se preparan ante lo nuevo y el momento decisivo de demostrar su valentía, convencidos de que a quienes siguen están en lo correcto, y dejando atrás a padres y prometidas. 

"La idea de ser traspasado por una lanza enemiga me hizo pensar, sin embargo, en el dolor de mi madre, y en el dolor, más hondo tal vez, de quien tuviera que recibir la noticia con los ojos secos— por ser el jefe de la casa. Bajé lentamente hacia el pueblo, siguiendo la senda de los pastores. Tres cabritos retozaban en el olor del tomillo. En la playa, seguía embarcándose el trigo..." Semejante a la noche, Alejo Carpentier

## El Camino de Santiago
Juan, protagonista de este cuento, se propone realizar el Camino de Santiago, pero una vez llegado a España tuerce su rumbo hacia Las Américas en busca de mejor vida y lejos de las guerras de religión y la Inquisición, encontrándose en su viaje con algunos supervivientes de la matanza perpetrada por Pedro Menéndez de Avilés en la Florida contra hugonotes franceses. 

"Por sobre el Pórtico de la Gloria, tendido está el camino de Santiago, aunque es mediodía, con tal blancura que el Campo Estrellado parece mantel de la mesa de los ángeles. Juan se ve a sí mismo, hecho otro que él pudiera contemplar desde donde está, acercándose a la santa basílica, solo, extrañamente solo, en ciudad de peregrinos, vistiendo la esclavina de las conchas, afincando el bordón en la piedra gris del andén..." El Camino de Santiago, Alejo Carpentier